# Elex Media Komputindo
La Elex Media Komputindo è una delle maggiori case editrici indonesiane, principalmente occupata nella distribuzione di manga e di pubblicazioni informatiche. Fondata nel gennaio 1985, ha sede a Giacarta.